# Gorjan Markovski
Gorjan Markovski (in macedone Горјан Марковски?; Skopje, 19 giugno 1992) è un cestista macedone.

## Carriera
Con la Macedonia del Nord ha disputato i Giochi del Mediterraneo di Mersin 2013.

## Palmarès
- Campionato macedone: 4

MZT Skopje: 2012-13, 2013-14, 2014-15, 2015-16
- Coppa di Macedonia: 3

MZT Skopje: 2013, 2014, 2016